# Принсеза
Принсеза (порт. Princesa) — муниципалитет в Бразилии, входит в штат Санта-Катарина. Составная часть мезорегиона Запад штата Санта-Катарина. Входит в экономико-статистический микрорегион Сан-Мигел-ду-Уэсти. Население составляет 2408 человек на 2006 год. Занимает площадь 86,215 км². Плотность населения — 27,9 чел./км².

## История
Город основан 29 сентября 1995 года.

## География
Климат местности: мезотермический гумидный с жарким летом, 20°.

## Статистика
- Валовой внутренний продукт на 2003 составляет 16.123.171,00 реалов (данные: Бразильский институт географии и статистики).
- Валовой внутренний продукт на душу населения на 2003 составляет 6.444,11 реалов (данные: Бразильский институт географии и статистики).
- Индекс развития человеческого потенциала на 2000 составляет 0,751 (данные: Программа развития ООН).